# Referendo sobre a constituição na Roménia em 2018
Um referendo foi realizado na Roménia (português europeu) ou Romênia (português brasileiro) durante os dias 6 e 7 de Outubro de 2018 sobre a mudança no artigo 48 da Constituição do país. Apesar do país não reconhecer a união entre duas pessoas do mesmo sexo, o referendo poderia criar uma mudança na Constituição, estabelecendo que um casamento só pode ocorrer entre um homem e uma mulher, bloqueando uma possível lei que legalize o casamento entre pessoas do mesmo sexo. Mais de 18 milhões de romenos estavam habilitados para votar no referendo. O voto era opcional, e seriam necessários pelo menos 30 porcento de comparecimento para que o referendo fosse válido. O referendo foi uma iniciativa da "Coalizão para a Família" (Coaliția pentru Familie em romeno) de mudar o artigo 48 da Constituição romena, que atualmente estabelece que uma família é "fundada no casamento consentido entre cônjuges".
Mais de 90% dos eleitores que compareceram às urnas votaram à favor da mudança na Constituição. Contudo, o referendo não foi válido devido à alta abstenção: apenas 20% dos eleitores habilitados participaram da votação .